# Kreisoncholaimus nudus
Kreisoncholaimus nudus är en rundmaskart som först beskrevs av Hans August Kreis 1932.  Kreisoncholaimus nudus ingår i släktet Kreisoncholaimus och familjen Oncholaimidae. Inga underarter finns listade i Catalogue of Life.